# Rumána
Rumána (hebrejsky רומאנה‎, arabsky رمانة‎, v oficiálním přepisu do  angličtiny Rummane) je arabská vesnice v Izraeli, v Severním distriktu, v oblastní radě al-Batúf.

## Geografie
Leží v nadmořské výšce 173 metrů v Dolní Galileji. Je situována na nevýrazném pahorku na jižním okraji zemědělsky intenzivně využívaného údolí Bejt Netofa. Pahorek leží na úpatí masivu Har Tur'an, jež se zvedá jihovýchodně od vesnice. Západně od obce přitéká do údolí Bejt Netofa z údolí Bik'at Tur'an vádí Nachal Jiftach'el.
Vesnice se nachází cca 93 kilometrů severovýchodně od centra Tel Avivu, cca 30 kilometrů východně od centra Haify a 10 kilometrů severně od Nazaretu. Rumánu obývají izraelští Arabové, přičemž osídlení v tomto regionu je převážně arabské. Většinou arabská jsou velká města na jižní straně v aglomeraci Nazaretu i město Kafr Manda na severním okraji údolí Bejt Netofa. Mezi těmito lidnatými sídly jsou ovšem v krajině rozprostřeny i menší židovské vesnice, které jihozápadně odtud, poblíž mošavu Cipori, vytvářejí dokonce územně kompaktní blok. Další židovské vesnice zaujímají vyvýšené pozice na okolních kopcích (například Bejt Rimon na hřbetu hory Tur'an).
Obec Rumána je na dopravní síť napojena pomocí místní komunikace, která sem odbočuje z dálnice číslo 77.

## Dějiny
Vesnice Rumána je patrně identická s biblickým městem Rimón z Knihy Jozue 19, 13 Jako židovské sídlo se zmiňuje ještě v dobách Talmudu. Ve středověku pak místo osídlili Arabové. Francouzský cestovatel Victor Guérin koncem 19. století popisuje Rumánu jako malou osadu.

## Demografie
Obyvatelstvo Rumány je tvořeno Araby. Jde o menší sídlo vesnického typu s dlouhodobě rostoucím počtem obyvatel. K 31. prosinci 2014 zde žilo 1104 lidí. Během roku 2014 populace stoupla o 2,5 %.
| Rok            | 1922 | 1931 | 1948 | 1961 | 1972 | 1983 | 1995 | 2001 | 2003 | 2004 | 2005 | 2006 | 2007 | 2008 | 2009 | 2010 | 2011 | 2012 | 2013 | 2014 |
| -------------- | ---- | ---- | ---- | ---- | ---- | ---- | ---- | ---- | ---- | ---- | ---- | ---- | ---- | ---- | ---- | ---- | ---- | ---- | ---- | ---- |
| Počet obyvatel | 37   | 197  | 110  | 126  | 226  | 357  | 608  | 782  | 849  | 886  | 909  | 935  | 953  | 974  | 968  | 991  | 1032 | 1054 | 1077 | 1104 |